# 데이만 박사의 해부학 수업

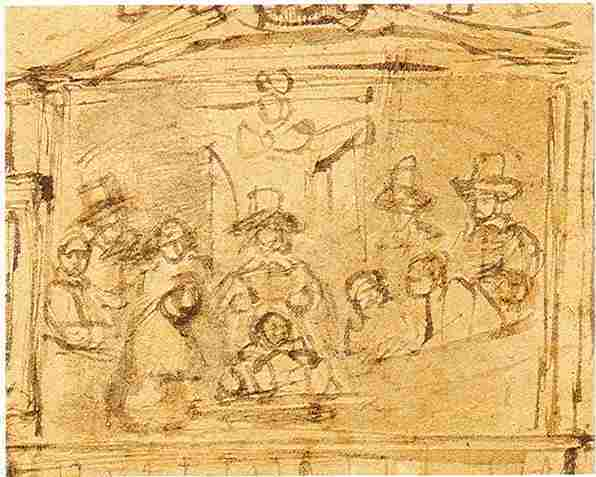
렘브란트의 사전 스케치

데이만 박사의 해부학 수업(네덜란드어: De anatomische les van Dr. Deijman)은 1656년 렘브란트의 작품으로, 얀 데이만 박사 (Jan Deijman, 1619년~1666년)의 뇌 해부를 보여주는 단체 초상화이다. 1723년 화재로 원본 그림에서 대부분이 소실되었으며, 지금의 크기로 다시 한번 잘려 보존되었다. 렘브란트의 작업 전 사전 스케치에는 전체 구도가 간직되어 있다. 현재 네덜란드 암스테르담 박물관에 소장되어 있다.

## 상세
얀 데이만 박사가 플랑드르의 재단사이자 교수형을 당한 '검은 얀' 요리스 폰테인 (Joris Fonteijn, 1633년~1565년)의 시신에서 두뇌 부분을 절개해 해부하는 모습을 그려내고 있다. 왼쪽의 인물은 데이만 박사 본인이 아닌, 박사의 조수이자 외과의사였던 헤이스버르트 칼쿤 (Gijsbert Calkoen, 1621년~1664년)으로서 죽은이의 두개골 윗부분을 손에 들고 있는 모습이다.
시신에 적용된 원근감은 평소 렘브란트가 판화 작업으로 손에 익었을 단축법이며, 해부대 앞에 서 있는 듯한 느낌을 주기 위해 단축법이 과장된 상태인데 안드레아 만테냐의 《그리스도에 대한 애도》에서 드러난 것과 유사한 모습이다.
작중 해부용 시신으로 사용되는 주인공은 '검은 얀' (Zwarte Jan)이라는 별명을 가진 요리스 폰테인 (Joris Fonteijn)이라는 범죄자로 원래 플랑드르의 디스트 출신이다. 재단사 수련공이었던 그는 네덜란드 동인도 회사에서 3년 반 동안 일했다. 1653년 10월 디스트로 돌아온 뒤 어머니의 유산을 탕진하고 체납자가 되었다.
1655년 암스테르담 니우엔데이크 (Nieuwendijk)에서 강도 행위를 하다가 체포되었으며, 1656년 1월 27일 교수형을 선고받고 이틀 후에 처형되었다. 강도 사건 당시 그가 사용한 총기는 '다른 사람들에게 반면교사가 되도록 머리 위에 전시되어 있었다. 이후 그의 시신 외과의사들의 실습을 위해 사흘간 사용이 허가되었으며 2월 2일 자위데르케르크호프 (Zuiderkerkhof)에 묻혔다.

## 같이 보기
- 렘브란트의 작품 목록
- 니콜라스 튈프 박사의 해부학 수업
- 그리스도에 대한 애도 (만테냐)